# Amir Arison

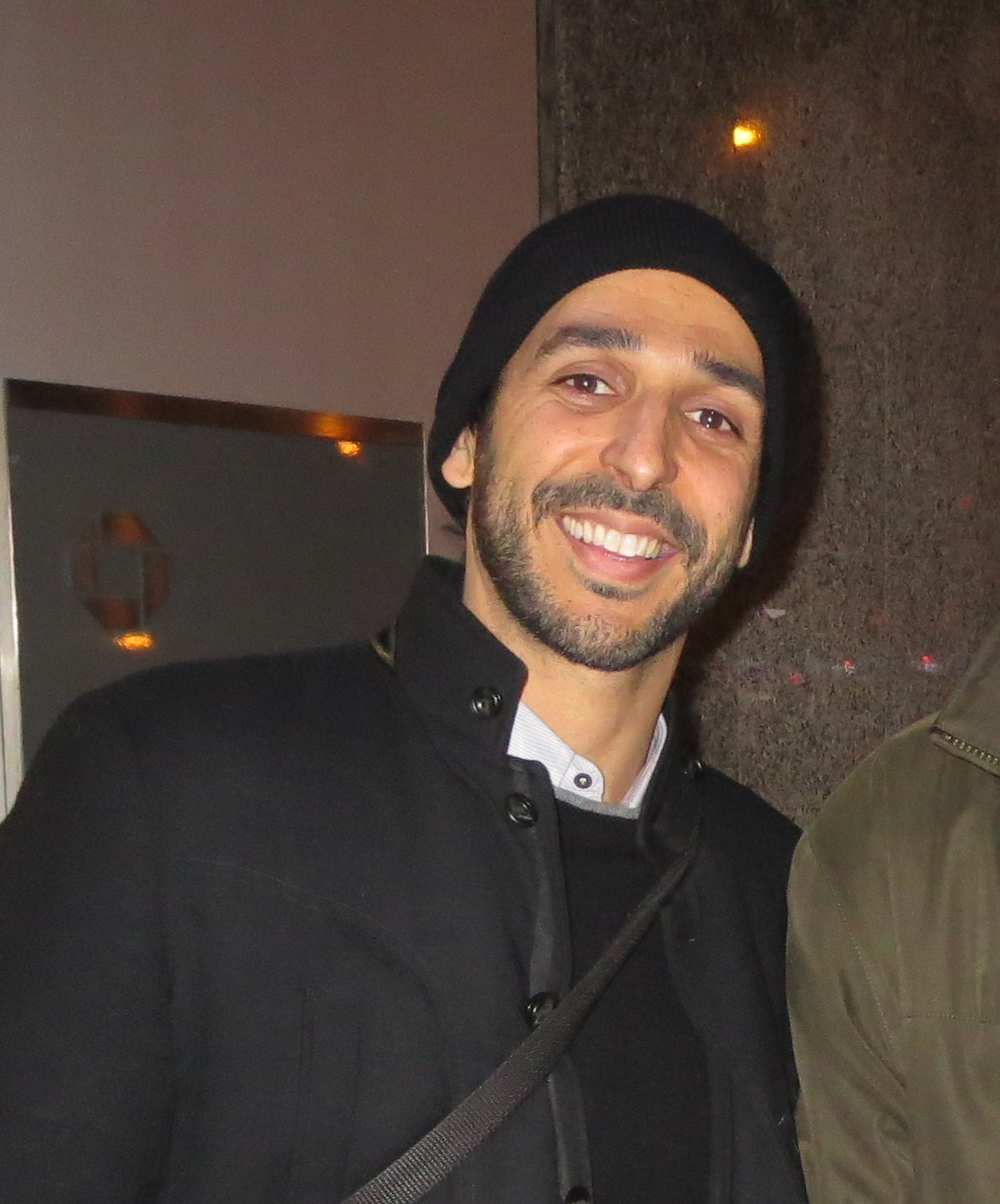
Amir Arison, 2016

Amir Arison (* 24. März 1978 in St. Louis, Missouri) ist ein US-amerikanischer Schauspieler. Seine bekanntesten Rollen sind die des Aram Mojtabai in The Blacklist, die er von Staffel 2 bis 10 als Hauptrolle und bereits zuvor als Nebenrolle innehatte, sowie die des Prinzen Farid Bin Abbud in Homeland. Zudem war Arison als Theo Riley in der Serie Zero Hour zu sehen.

## Leben
Seine schauspielerische Karriere begann Arison, nach einigen Theater-Engagements in den Stücken Omnium Gatherum und Modern Orthodox, im Jahre 2003 in der Serie Springfield Story (OT: The Guiding Light). Seine erste längerfristige Rolle war die des Dr. Manning in der Serie Law & Order: Special Victims Unit, die er als Gastdarsteller in mehreren Folgen innehatte. Im Oktober 2011 war er in zwei Folgen der Erfolgsserie Homeland in der Rolle des Prinzen Farid Bin Abbud zu sehen.
Weitere Gastrollen hatte er unter anderem in American Horror Story, Gossip Girl, True Justice und The Mentalist inne. Seit Ende des Jahres 2012 war er in der kurzlebigen US-Serie Zero Hour zu sehen. Von 2013 bis 2023 gehörte er dem Cast der Serie The Blacklist an. Seine Rolle Aram Mojtabai war dabei zunächst ein wiederkehrender Nebendarsteller in Staffel 1, während er mit Start der zweiten Staffel in den Hauptcast der Serie übernommen wurde. Nach seinem Ausstieg am Ende von Staffel 9 kehrte er für einen Gastauftritt zu Beginn von Staffel 10 wieder zurück.

## Filmografie (Auswahl)
- 2003: Springfield Story (Fernsehserie, 1 Episode)
- 2004: Law & Order (Fernsehserie, 1 Episode)
- 2005–2007: Criminal Intent – Verbrechen im Visier (Fernsehserie, 2 Episoden)
- 2005–2011: Law & Order: New York  (Fernsehserie, 9 Episoden)
- 2006: Hope & Faith (Fernsehserie, 1 Episode)
- 2007: Anamorph – Die Kunst zu töten (Anamorph)
- 2008: Jung und Leidenschaftlich – Wie das Leben so spielt (Fernsehserie, 4 Episoden)
- 2008: Fringe – Grenzfälle des FBI (Fernsehserie, 1 Episode)
- 2009: Navy CIS (Fernsehserie, 1 Episode)
- 2010: Undercovers (Fernsehserie, 1 Episode)
- 2011: Homeland (Fernsehserie, 2 Episoden)
- 2012: The Mentalist (Fernsehserie, 1 Episode)
- 2012: True Justice (Fernsehserie, 2 Episoden)
- 2013: Zero Hour (Fernsehserie, 6 Episoden)
- 2013–2023: The Blacklist (Fernsehserie, 193 Episoden)
- 2014: Girls (Fernsehserie, 3 Episoden)
- 2014: Blue (Webserie, 3 Episoden)
- 2014: Furchtbar fröhliche Weihnachten (A Merry Friggin’ Christmas)
- 2019: Billions (Fernsehserie, 1 Episode)
- 2019: Bull (Fernsehserie, 1 Episode)